# Vanessa Show
Vanessa Show (La Banda, Santiago del Estero, 27 de septiembre de 1945–Buenos Aires, 15 de septiembre de 2023) fue una actriz, cantante, transformista, diseñadora de vestuario, escritora y vedette argentina.
Fue considerada una de las primeras artistas transgénero de Argentina, aunque sus inicios fueron durante los años setenta durante el Proceso de Reorganización Nacional, por la cual posteriormente debió exiliarse en Europa.

## Biografía
Nació en una familia de ganaderos y matarifes de origen árabe de clase alta bajo el nombre original de José Mussi. A los 15 años se mudó a Buenos Aires. 
Gran admiradora y amiga de la vedette Juanita Martínez, comenzó su deseo de ser bailarina antes de transicionar. Estudió danza, jazz, chamamé, tango y otros bailes. Hizo audiciones para integrar el ballet de coreógrafo Rafael García, pero este la rechazó; a cambio integró el repertorio de bailarines de otro destacado coreógrafo y bailarín Pedro Sombra, debutando en una revista en 1967 con Hugo del Carril y Ámbar La Fox llamada Maipísimo. Ya como bailarín debuta a los 18 años en el Teatro Maipo, junto a Nélida Lobato y Nélida Roca. Hizo gira con Thelma Tixou, Juan Carlos Mareco, entre otros; e integró el ballet de su gran amigo Eber Lobato. Paralelamente trabajaba en un restaurante en el gremio gastronómico, ya que comenzó como  ayudante de cocina y llegó a ser jefe de cocina.
Ya en 1971 hizo su cambio de género y cambió su nombre asignado al nacer por el de Vanessa Show, nombre artístico con el que se hizo mundialmente conocida. Debutó en el famoso Cabaret estilo francés llamado Can Can (en el Pasaje Seaver) y luego en el Kings Club.
En 1972, Vanessa formó parte del elenco de la película Las píldoras, una comedia argentina con Susana Brunetti y el comediante Darío Vittori. En 1975, un mánager europeo, muy satisfecho con la actuación de Vanessa en el escenario, la invitó a firmar un contrato para presentarla en varias ciudades europeas. Actuó constantemente en las diferentes teatros de París, como el Carrousel de París y Madame Arthur, además extensa gira por diversas ciudades de Italia, Suiza, Alemania Occidental y España. También fue la atracción principal de las presentaciones privadas en las fiestas del Rey de Marruecos. Esa gira se prolongó alrededor de 15 años. La mayor parte de estas experiencias fueron volcadas en su libro autobiográfico titulado Es Verdad.
A fines de los años 70 fue acosada y detenida por su labor. Fue nuevamente detenida a fines de 1983. En los años 90 regresó a su tierra natal, residiendo hasta la fecha en Buenos Aires. Ha participado de diferentes programas de talk show en la televisión argentina.
En 2005 lanzó su libro autobiográfico Es verdad.
Falleció el viernes 15 de septiembre de 2023 a los 77 años, tras descompensarse en su hogar. Fue declarada muerta en el Sanatorio de la Providencia, en el barrio de Balvanera. Sus restos descansan en el panteón de la Asociación Argentina de Actores del Cementerio de la Chacarita.

## Televisión
- 1969: Siete y medio, dirigido por Pancho Guerrero, junto a Nélida Roca.

## Teatro y eventos
- 2022: Los 100 años del Maipo (diseñadora de plumas de Claudia Fernández y Ximena Capristo).
- 1975: Pourquoi pas?
- 1971: Shows en cabarets Can Can y Kings Club
- 1971: La revista del tercer sexo
- 1970: Las gatas calientes en el tejado del Corrientes
- 1969: Corrientes... Casi esquina Champs Elysées. Junto a Nélida Lobato, Eber Lobato, Rafael Carret, Nury Cid, Tini Araujo.
- 1968: Les cantamos las 40 con Don Pelele, Zaima Beleño, Osvaldo Pacheco, Hilda Mayo, Vicente Rubino, Tito Lusiardo, Pochi Grey.
- 1968: Las 40 primaveras. Junto a Osvaldo Pacheco, Zaima Beleño, Jorge Porcel, Juan Carlos Altavista, Pochi Grey, Larry Dixon, Sonia Grey, Pedro Sombra, el cuarteto Federico-Grela, Ada Zanet, Gladys Lorenz, Lizzy Lot, Tita Coel, Adriana Parets, Yeli Denoyer, Gloria Prat, Ginette, Violeta Rivas,  Néstor Fabián, Daniel Riolobos y Los Cinco Latinos.
- 1967: Maipísimo. Con Hugo del Carril, Ámbar La Fox, Rafael Carret, Hilda Mayo, Jorge Porcel, Amparito Castro, Marianito Bauzá, Pedro Sombra y Adolfo García Grau.

## Presentaciones
| Ubicación              | Año  | Función      | Programa                             | Anfitrión       |
| ---------------------- | ---- | ------------ | ------------------------------------ | --------------- |
| Canal 13               | 2018 | Invitada     | Almorzando con Mirta Legrand         | Mirtha Legrand  |
| Telefé                 | 2015 | Invitada     | Hola Susana                          | Susana Giménez  |
| América                | 2019 | Invitada     | Incorrectas                          | Moria Casán     |
| Canal 9                | 2014 | Invitada     | Bendita                              | Beto Casella    |
| Espectáculo televisivo | 2014 | Anfitriona   | Lo mejor de Vanessa Show             | Vanessa Show    |
| Crónica Televisión     | 2014 | Anfitriona   | Imperdible Vanessa Muestra en llamas | Anabela Ascar   |
| C5N                    | 2013 | Entrevistada | El ángel de la medianoche            | Baby Etchecopar |
| Telefé                 | 1997 | Entrevistada | Videomatch (El insoportable)         | Marcelo Tinelli |